# Jackson Kipkoech Kotut
Jackson Kipkoech Kotut (Kapsabet, Kenia; 12 de febrero de 1988) es un atleta keniano especializado en maratones y carreras de larga distancia.
En 2008 quedó en tercer lugar en la Maratón de Tiberíades. En 2009 logró el primer lugar con un tiempo de 2:08:07. En este mismo año estuvo en quinto lugar en la Maratón de Róterdam con un tiempo de 2:08.54 y en undécimo lugar en la Maratón de Nueva York, con el tiempo de 02:15:10.
En 2010 ha hecho una marca en la Maratón de Barcelona con el tiempo 2:07:30, hasta ahora el récord de la prueba por más de dos minutos y el tiempo más rápido en territorio español.[cita requerida] Actualmente Kotut reside en Kapsabet, y tiene como a preparador físico a Mike Kosgei y la PACE Gestión Deportiva de atención.

## Marcas
| Posición | Evento  | Tiempo  | Fecha                  | Lugar      |
| -------- | ------- | ------- | ---------------------- | ---------- |
| 3.º      | Maratón | 2:10.57 | 1 de octubre de 2008   | Tiberíades |
| 5.º      | Maratón | 2:08.54 | 5 de abril de 2009     | Róterdam   |
| 1.º      | Maratón | 2:08.07 | 1 de agosto de 2009    | Tiberíades |
| 11.º     | Maratón | 2:15.10 | 1 de noviembre de 2009 | Nueva York |
| 1.º      | Maratón | 2:07.30 | 7 de marzo de 2010     | Barcelona  |
| 8.º      | Maratón | 2:08.59 | 17 de octubre de 2010  | Ámsterdam  |